# Néstor Luna Farfán
Néstor Natalicio Luna Farfán es un político peruano. Fue alcalde del distrito de Pomacanchi en dos periodos (1996-1998 y 2007-2010). Actualmente ocupa el cargo de consejero regional del Cusco por la provincia de Acomayo.
Nació en Pomacanchi, provincia de Acomayo, departamento del Cusco, el 27 de febrero de 1946, hijo de Víctor Luna Ccorahua y Antonia Farfán Yépez. Cursó sus estudios primarios en su localidad natal y los secundarios en la ciudad de Lima. No cursó estudios superiores
Su primera postulación se dio en las elecciones municipales de 1995 resultando elegido como alcalde del distrito de Pomacanchi por la Lista Independiente N° Frente Unido Acomayo con el 48.453% de los votos. Volvió a ser elegido para ese cargo en las elecciones municipales del 2006 con el 19.135% de los votos. Durante su gestión impulsó la creación del Institución de Educación Superior Paedgógico Pomacanchi que fue creado el 11 de febrero de 1998. Tentó su elección sin éxito a este mismo cargo en las elecciones municipales de 1998, 2002 y 2014 y a la alcaldía provincial de Acomayo en las elecciones municipales del 2010. En las elecciones regionales del 2018 postuló como candidato del partido Democracia Directa al consejo regional del Cusco por la provincia de Acomayo resultado elegido con el 31.196% de los votos. Durante su gestión fue elegido como vicepresidente del consejo regional para el año 2020.